# المسيحية في أندورا

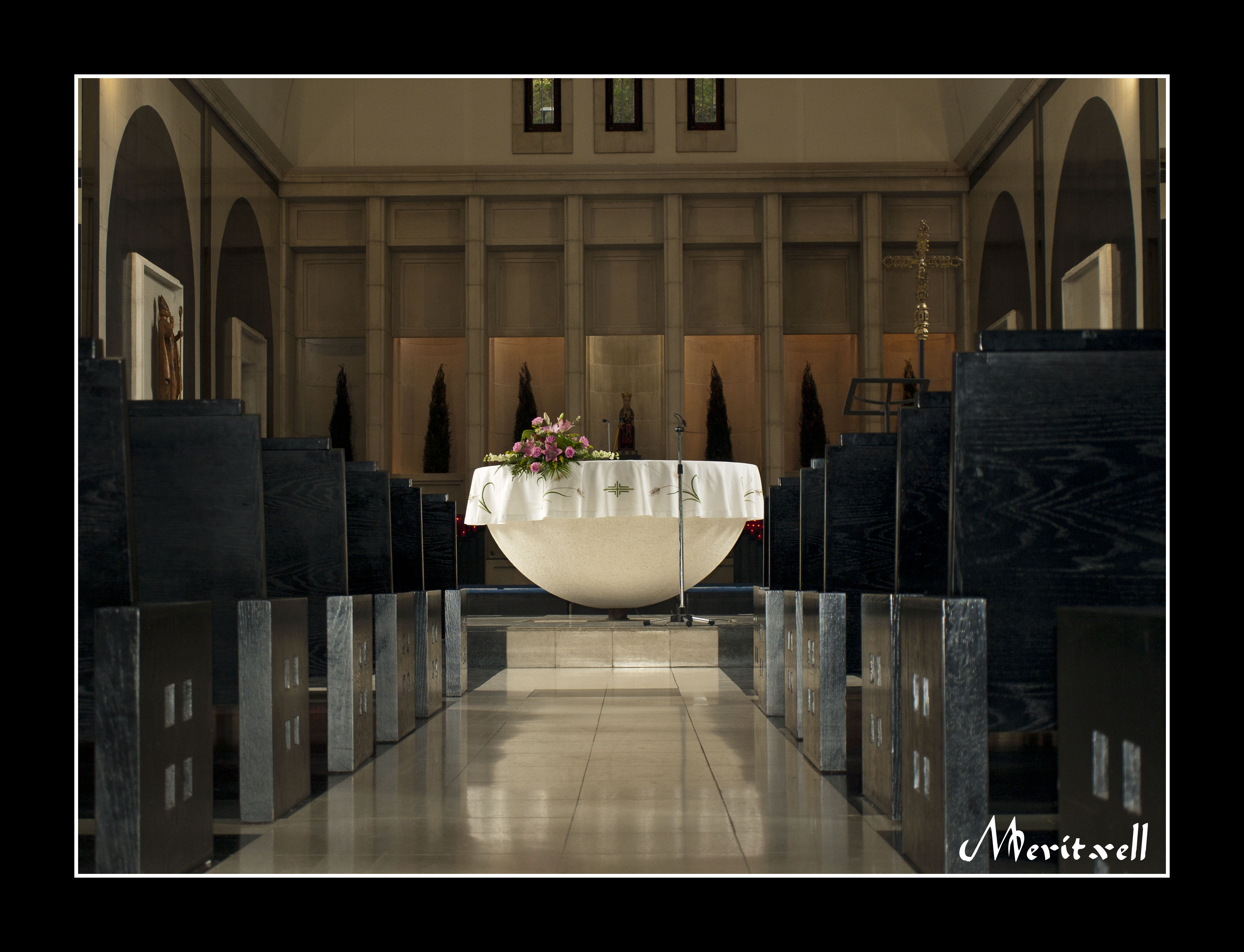
كنيسة كاثوليكية حديثة في أندورا.

المسيحية في أندورا هي الديانة المهيمنة والسائدة، حيث يُشكل المسيحيين أغلبية ساحقة مع حوالي 90% من مجمل السكان. ويأتي في المقدمة الكاثوليك مع 88.2% من سكان البلاد ينتمون إلى الكنيسة الرومانية الكاثوليكية. ويعيش في الدولة تجمعات بروتستانتية، بالإضافة هناك تواجد للمورمون وشهود يهوه. وعلى الرغم من علمانية الدولة تٌعطي الدولة أفضلية للكاثوليكيّة ورموزها وتحظى بمعاملة تفضيلية، وبشكل عام العلاقة بين الدولة والكنيسة جيدة.
تتطلب الرئاسة في إمارة أندورا انتماء رؤسائها إلى الديانة المسيحية، حيث يشارك في حكمها رئيس فرنسا إلى جانب أسقف أبرشية أورغل. وتقع أبرشية أورغل الرومانية الكاثوليكية في منطقة كتالونيا شمال شرق إسبانيا ودولة أندورا، وتعود أصولها إلى القرن الخامس الميلادي أو قبله. تقع الأبرشيَّة في المنطقة التي قامت عليها كونتية أورغل التاريخية، رغم أنَّ حدودها الحالية مختلفةٌ بعض الشيء. يقع مقر الأبرشية في كاتدرائية سانتا ماريا دي أورغل في بلدة لا سيو دي أورغل الكتالانية، وتُعَد كامل دولة أندورا جزءاً من الأبرشية.

## تاريخ

### أبرشية أورغل

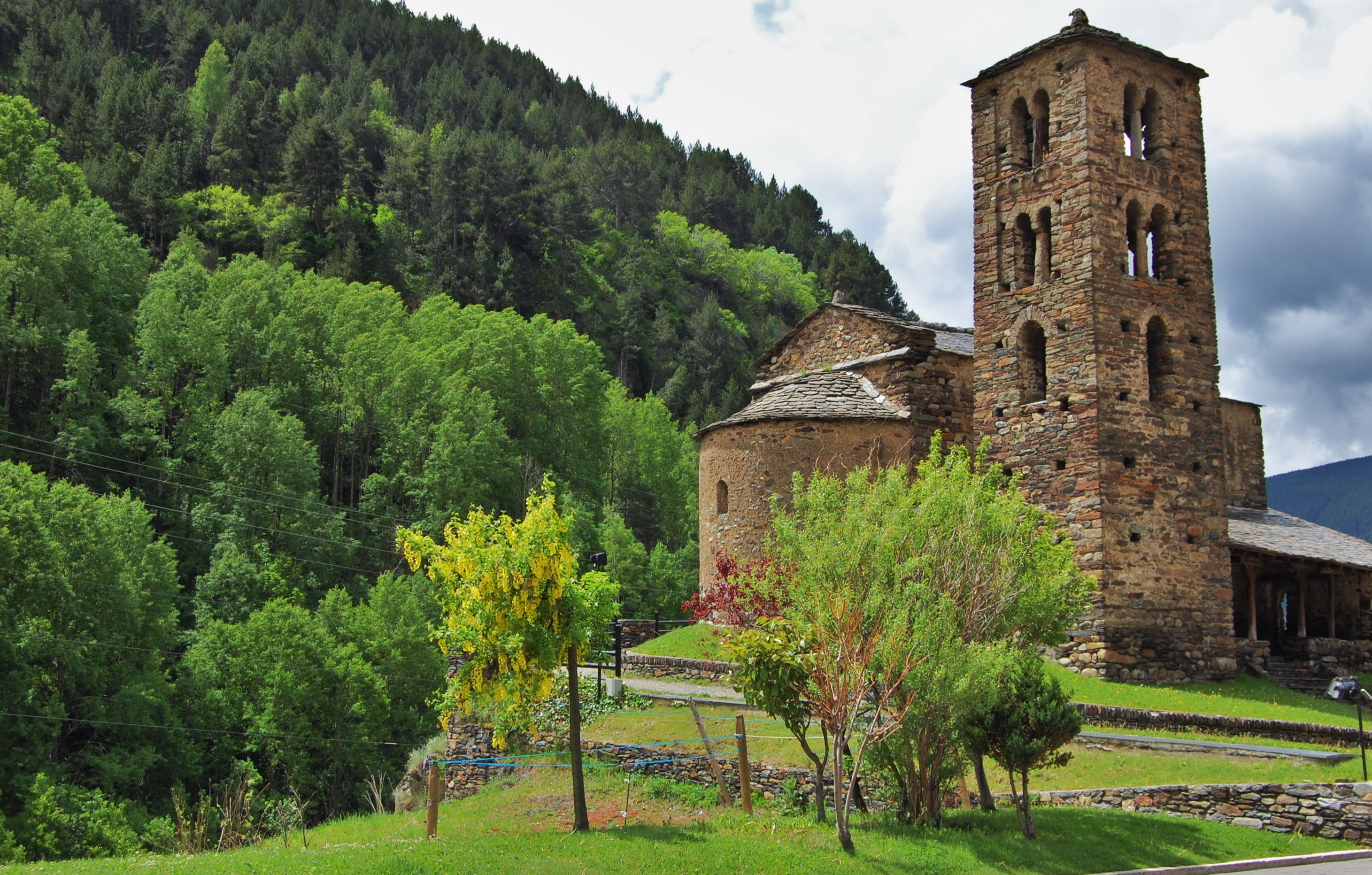
كنيسة سانت جوان دي كاسيلس التي يعود تاريخها إلى القرن الحادي عشر وهي جزء من تراث أندورا الرومانسكي.

بعد سقوط الإمبراطورية الرومانية الغربية، أصبحت أندورا تحت تأثير القوط الغربيين، ليس من خلال مملكة طليطلة البعيدة، بل من خلال أبرشية أورغل المحليَّة. ظلّ القوط الغربيون في الوديان لمدة 200 عام، وانتشرت المسيحية خلالها. عندما حلّ الحكم الإسلامي في الأندلس محل حكم القوط الغربيين الحاكمين في معظم شبه الجزيرة الأيبيرية، كانت أندورا محمية من هؤلاء الغزاة من قبل الفرنجة. تدعي التقاليد في أندورا أنها كانت آخر ناجٍ مستقل من الثغر الإسباني، وهي الدول الحاجزة التي أنشأها شارلمان لمنع المسلمين من التقدم إلى فرنسا المسيحية. تقول التقاليد أنَّ شارلمان منح ميثاقاً لشعب أندورا مقابل قتالهم للمغاربة. في القرن التاسع، أطلق حفيد شارلمان، شارل الأصلع، على كونت أورغل لقب أفرلورد أندورا. قام أحد ذُرية الكونت في وقت لاحق بتسليم الأراضي لأبرشية أورغل.
في القرن الحادي عشر، وخوفاً من العمل العسكري من قبل اللوردات المجاورين، وضع أسقف أورغل نفسه تحت حماية لورد كابويت، أحد النبلاء الكتالان. في وقت لاحق، أصبح كونت فوا وريثًا للورد كابويت من خلال الزواج عام 1208، ونشأ نزاع بين الكونت الأوكسياني والأسقف الكاتالوني على أندورا. من الأحداث البارزة في تاريخ أبرشية أورغل الثورة التي قادها الأسقف فيلكس، وانقلاب الأسقف إسلوكا وإسقاطه لأساقفة العائلات الأرستقراطية، وهم سالا آي إرمينغول دل كونلفنت وإريباو آي فولكس دلس كاردونا وغويلم غويفر دي سيردانيا وأوت دي بليارش. ووقعت هذه الحوادث بين عام 981 وعام 1122. كان من التحولات البارزة في تاريخ الأبرشية اكتسابها سلطتها على دولة أندورا، حيث أصبح أسقف أورغل يتولَّى المشاركة بحكم أندورا، فيتدبر شئونها أميران، أحدهم هو الأسقف الذي يمثل منطقة جبال البرانس الناطقة بالكتالانية، والآخر هو رئيس جمهورية فرنسا (ملك فرنسا سابقاً). وقد بدأ هذا منذ تنازل كونت أورغل إرمينغول الرابع عن أندورا لأبرشية أورغل في القرن الثاني عشر الميلادي.
في القرن الثالث عشر، نشأ نزاع عسكري بين أسقف أورغل وكونت فوا في أعقاب الحملة الصليبية على الكثار. تم حل النزاع في عام 1278 بوساطة ملك أراغون، بيدرو الثاني، بين الأسقف والكونت، من خلال التوقيع على اتفاقية تنص على تقاسم سيادة أندورا بين كونت فوا وأسقف أورغل في كاتالونيا. حدد هذا الإتفاق أراضي الإمارة وشكلها السياسي. اعتلى الكالفيني هنري الثالث ملك نافارا، الذي كان أيضاً كونت فوا، العرش الفرنسي في عام 1589 باسم هنري الرابع، وبموجب مرسوم عام 1607 نقل دوره كأمير مشارك لأندورا إلى رأس الدولة الفرنسية. على الرغم من وجود بقايا أعمال كنسية تعود إلى ما قبل القرن التاسع، لعبت أندورا دوراً في تطوير الفن الرومانسكي خلال القرنين التاسع والرابع عشر، لا سيّما في بناء الكنائس والجسور والجداريات الدينية وتصوير السيدة العذراء والطفل مثل سيدة ميريتشل.
في عام 1601 تم إنشاء محكمة كورتس نتيجة لثورات الهوغونوتيون في فرنسا، ومحاكم التفتيش القادمة من إسبانيا والمعتقدات المرتبطة بالسحر المحليَّة في المنطقة، في سياق الإصلاح والإصلاح المضاد. حتى عام 1802، كان يتم العمل بنظام ألقاب كنسية في الأبرشية مرتبطٍ بالنظام الملكي الحاكم في المنطقة، المتفق عليه وفق معاهدة صلح البرانس في عام 1659، ووفق ذلك فقد كانت 33 بلدة من شمال منطقة سيردانيا (في فرنسا حالياً) تخضع لسلطة أبرشية أورغل.

## الطوائف المسيحية

### الكاثوليكية

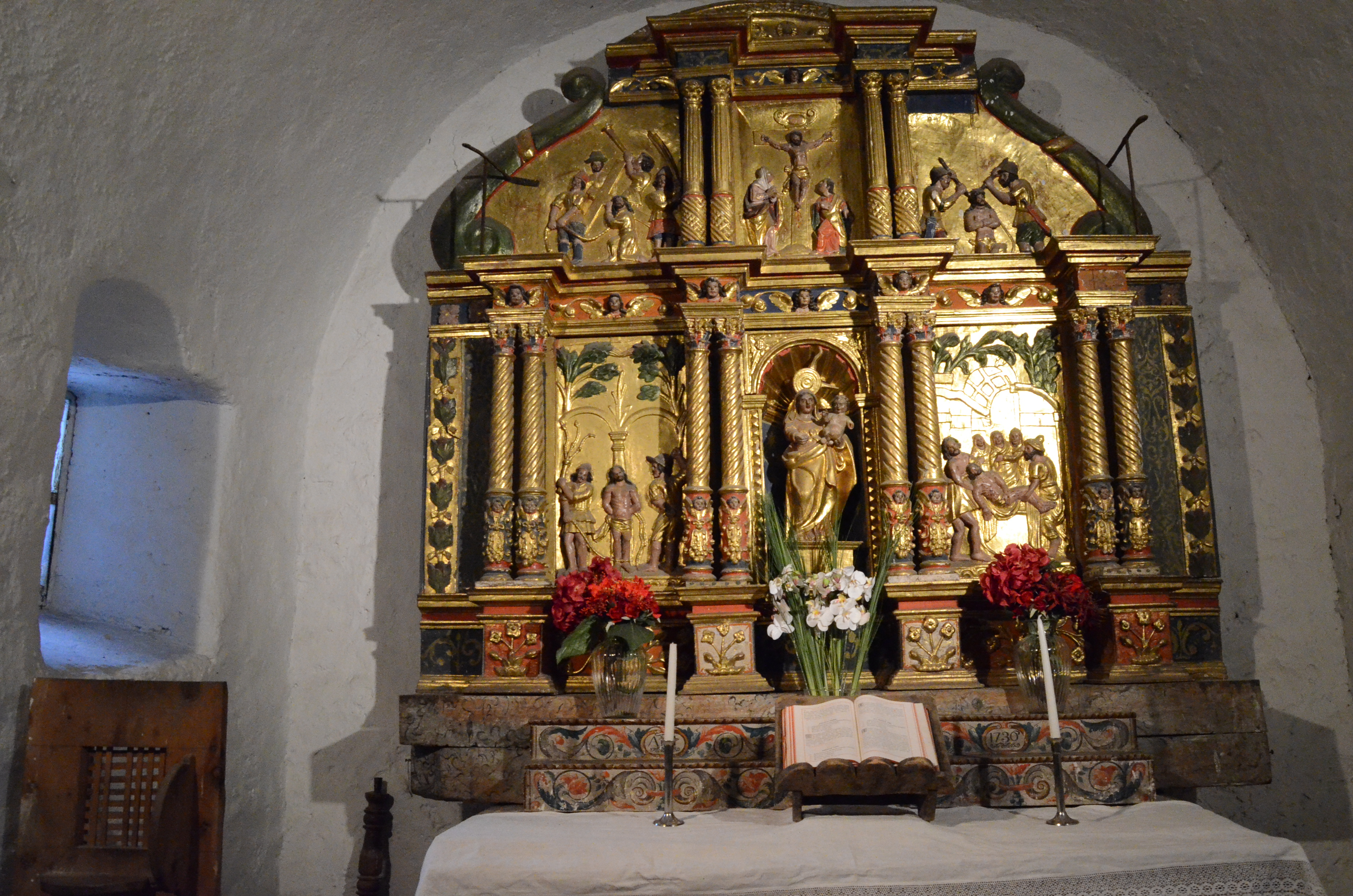
مذبح كنيسة سانت مارتي دي لا كورتينادا في أندورا.

الكنيسة الكاثوليكية الأندوريَّة هي جزء من الكنيسة الكاثوليكية العالمية في ظل القيادة الروحية للبابا في روما. تضم البلاد حوالي 65 ألف كاثوليكي ويُشكلون حوالي 88.2% من سكان البلاد. شفيعة البلاد هي عذراء ميرتكسل، رسميًا واستنادًا إلى الدستور لا تملك أندورا كنيسة رسمية وهناك فصل بين الدين والدولة، وعلى الرغم من ذلك تعطي الدولة أفضلية للكاثوليكية ورموزها وتحظى بمعاملة تفضيلية، بشكل عام العلاقة بين الدولة والكنيسة جيدة. ويُمارس دور العاهل أميران مشتركان هما رئيس الجمهورية الفرنسية وخوان سيسيليا أسقف أورغل كتلونيا.
تقع أبرشية أورغل الرومانية الكاثوليكية في منطقة كتالونيا شمال شرق إسبانيا ودولة أندورا، وتعود أصولها إلى القرن الخامس الميلادي أو قبله. تقع الأبرشيَّة في المنطقة التي قامت عليها كونتية أورغل التاريخية، رغم أنَّ حدودها الحالية مختلفةٌ بعض الشيء. يقع مقر الأبرشية في كاتدرائية سانتا ماريا دي أورغل في بلدة لا سيو دي أورغل الكتالانية، وتُعَد كامل دولة أندورا جزءاً من الأبرشية.
يعترف الدستور بوجود علاقة خاصة مع الكنيسة الرومانية الكاثوليكية «وفقاً للتقاليد الأندورية» ويعترف «بالأهلية القانونية الكاملة» لهيئات الكنيسة الكاثوليكية، ويمنحها الوضع القانوني «وفقاً لقواعدها الخاصة». أحد الأمراء المعينين دستوريًا للبلاد (الذي يشغل منصب رئيس الدولة المشترك مع رئيس فرنسا) هو الأسقف خوان إنريك فيفيس سيسيليا من بلدة لا سو دي أورجيل الإسبانية. ويُعد عيد سيدة ميريتشل في 8 سبتمبر عطلة وطنية. ويتوفر تعليم مبادئ العقيدة الكاثوليكية في المدارس العامة على أساس اختياري، خارج ساعات الدراسة العادية. وتُوفر الكنيسة الكاثوليكية معلمين لحصص التعليم الكاثوليكي، في حين تدفع الحكومة رواتب المعلمين.